# Пауки-землекопы
Атипиды (лат. Atypidae) — семейство мигаломорфных пауков (Mygalomorphae) с крупными хелицерами, обитающих в Старом и Новом Свете. Этих пауков достаточно трудно обнаружить в связи с их небольшими размерами (10—15 мм) и обитанием в норках.

## Образ жизни и поведение
Атипичные тарантулы живут в колониях, состоящих из индивидуальных норок, глубина которых иногда достигает полуметра. Стенки норки выстланы паутиной, которая продолжается на несколько сантиметров снаружи норки и образует трубку, используемую пауком для ловли добычи. Обычно трубка замаскирована попавшим на неё грунтом и растительным мусором, поэтому обнаружить её довольно трудно. Во время охоты атипичный тарантул сидит в засаде внутри трубки и ждёт, когда какое-нибудь беспозвоночное коснётся её стенок. Уловив колебания, паук бросается на жертву и опутывает её паутиной.
В случае угрозы атипичные тарантулы затаиваются или яростно атакуют раздражитель хелицерами.

## Размножение и жизненный цикл
Осенью (в период размножения) самцы покидают свои норки для поиска самок. Спаривание происходит в трубке. После него пара проводит вместе несколько месяцев — до смерти самца, труп которого съедает самка.
Через год после вылупления молодые особи пауков вырастают до размеров взрослых, а к четырём годам достигают половой зрелости. Срок жизни самок может превышать восемь лет.

## Представители и распространение
43 современных вида семейства объединяют в три рода:
- Sphodros — Северная Америка;
- Atypus — Европа, Африка, Северная Америка (возможно, интродуцированы)[4];
- Calommata — Юго-Восточная Азия и тропическая Африка.

Ископаемые атипиды известны из отложений мелового периода в Центральной Монголии (Ambiortiphagus ponomarenkoi), а также из балтийского и ровенского янтарей (эоцен).